# دانيلو سينترا
دانيلو سينترا هو لاعب كرة قدم برازيلي في مركز مهاجم ‏، ولد في 28 مايو 1985 في São João da Barra ‏ في البرازيل. لعب مع أكاديميكا كويمبرا ونادي إيكاسا ونادي تشافيس.

## وصلات خارجية
- دانيلو سينترا على موقع قاعدة بيانات كرة القدم.إي يو (الإنجليزية)
- دانيلو سينترا على موقع Soccerway.com (الإنجليزية)
- دانيلو سينترا على موقع عالم كرة القدم.نت (الإنجليزية)